# 中村亮介
中村亮介（日语：中村 亮介，1976年5月27日—），日本男性動畫演出家、動畫導演。出身於東京都。

## 來歷、人物
東京大學畢業之後，1999年進入動畫公司MADHOUSE上班。曾擔任過電視動畫《MONSTER》的導演助手，2008年的另一部電視動畫《魍魉之匣》首次擔任導演。
2010年5月成為自由身後，先後曾經執導電影動畫《被狙擊的學園》（2012年）、《Aiura》（2013年）、《灰與幻想的格林姆迦爾》（2016年）。其負責作品類型豐富多元，並在身邊形成了由人設細居美惠子、美術導演金子英俊、攝影導演五十嵐慎一、CG監製菅友彥、剪輯肥田文組成的固定班底。自由身時期開始，也負責許多動畫片頭、片尾曲動畫的分鏡演出。其執導作品講究「不要對作品忠實，而要對作品誠實」，出於他對漫畫與動畫場景「語法」的矛盾和差異的領會，故其分鏡極少遵照漫畫原作畫面。
中村同時也是2010年起活躍的同人組織「松風工房」的主持者。
別名雲井一夢。座右銘是「感謝」與「實物大小的自己」。

## 參加作品

### 電視動畫
2000年
- 第一神拳（—2002年，編劇、演出）
- 櫻花大戰 (TV版)（演出助手）

2001年
- 學園戰記無量（日语：学園戦記ムリョウ）（設定製作 總集篇構成&演出）

2002年
- 炎之蜃氣樓（編劇）
- 花田少年史（—2003年，演出）

2003年
- GUNSLINGER GIRL（—2004年，演出）
- 鈴鐺貓娘Nyo（—2004年，演出）

2004年
- MONSTER（—2005年，導演助手、編劇、分鏡、演出）

2005年
- 鬥牌傳說赤木 ～降臨黑暗的天才～（—2006年，演出）

2006年
- NANA（—2007年，分鏡、演出）
- BLACK LAGOON The Second Barrage（分鏡）
- 太陽默示錄（日语：太陽の黙示録）（分鏡）
- 死亡筆記本（—2007年，分鏡、演出）

2007年
- CLAYMORE（分鏡）
- 賭博默示錄（—2008年，分鏡、演出）

2008年
- 魍魉之匣（導演、分鏡、演出、OP分鏡&演出）

2009年
- 奇奇的異想世界 新的家（分鏡）
- 奇蹟少女KOBATO.（分鏡）
- 青色文學系列「跑吧！美樂斯」（導演、分鏡、演出）

2010年
- 世紀末超自然學院（分鏡、演出、原畫）
- 學園默示錄 HIGHSCHOOL OF THE DEAD（原畫）
- 荒川爆笑團 The Bridge×Bridge（OP演出&原畫）

2013年
- Aiura（導演、編劇、原畫）

2014年
- 銀之匙 Silver Spoon (第2期)（ED分鏡&演出）
- 元氣囝仔（OP分鏡&演出）
- 四月是你的謊言（OP分鏡&演出&原畫）

2016年
- 灰與幻想的格林姆迦爾（導演、編劇、音響監督、分鏡、演出、原畫）
- 野球少年（ED分鏡&演出）
- Qualidea Code（OP分鏡&演出&原畫）
- 3月的獅子（ED分鏡&演出）
- 機動戰士鋼彈 鐵血的孤兒 (第2期)（ED分鏡&演出）

2017年
- 夏目友人帳 陸（OP分鏡&演出）
- 來自深淵（OP分鏡&演出）
- 3月的獅子 (第2期)（OP分鏡&演出）

2018年
- 進擊的巨人 Season 3（OP分鏡&演出&原畫）

### 電影動畫
2007年
- 琴之森（演出）

2012年
- 被狙擊的學園（導演、編劇（共同）、分鏡、演出、原畫）

### OVA
2011年
- 超自然檔案 THE ANIMATION（分鏡）

2014年
- 今際之國的闖關者（—2015年，劇本統籌、編劇）

### 遊戲
2015年
- Fate/Grand Order（OP動畫導演）

### PV
2011年
- Perfect Day（導演、分鏡、演出）

### 廣告
2020年
- 動畫廣告『#BintangSMA2020 SWEAT FOR DREAM！』[注 1]（Co-Director、Animation Producer、Sound Director、Concept[8]）

### 雲井一夢名義
2005年
- BLOOD+（分鏡）

2006年
- 麵包超人（2006年—，分鏡）

2007年
- Saint Beast 四聖獸 ～光陰敘事詩天使譚～（分鏡）
- 王牌投手 振臂高揮（分鏡）

2008年
- PERSONA -trinity soul-（分鏡、OP1分鏡&演出）

2009年
- 寶石寵物（分鏡）
- 只想告訴你（分鏡）

## 腳註

## 外部連結
- 松風工房 （页面存档备份，存于） （日語）－中村亮介的官方個人部落格。
- 中村亮介的X（前Twitter） （日語）